# آرون رالستون
آرون رالستون (انگلیسی: Aron Ralston؛ زادهٔ ۲۷ اکتبر ۱۹۷۵) یک مهندس و کوهنورد اهل ایالات متحده آمریکا است. فیلم ۱۲۷ ساعت بر پایه زندگی وی ساخته شده‌است.
او توسط یک تخته سنگ به مدت ۵ روز در دره بلوجان واقع در ایالت یوتا زندانی شد، توانست با قطع کردن دستش خود را نجات دهد، سپس کتابی به نام بین سنگ و یک مکان سخت نوشت و به شهرت رسید. آرون رالستون در کتابش بیان کرده که کریستوفر مک کندلس الگوی وی و سفرهایش بوده است.